# Équipe de Suisse de football en 1987
Cet article présente les résultats de l'équipe de Suisse de football lors de l'année 1987. En mars et mai, elle évolue pour la première fois à Bellinzone et Aarau.

## Bilan
|           | Nombre de matchs | Victoires | Défaites | Matchs nuls | Buts marqués | Buts encaissés |
| Domicile  | 6                | 2         | 1        | 3           | 9            | 6              |
| Extérieur | 3                | 1         | 0        | 2           | 3            | 1              |
| Neutre    | 0                | 0         | 0        | 0           | 0            | 0              |
| Total     | 9                | 3         | 1        | 5           | 12           | 7              |

## Matchs et résultats
| Match amical                             | Suisse           | 1 - 2   | Tchécoslovaquie | Stadio Comunale, Bellinzone                   |                                               |
| 25 mars 1987 · Historique des rencontres | Bileik 11e (csc) | (1 - 0) | 75e 80e Kubík   | Spectateurs : 5 300 Arbitrage : Paolo Casarin | Spectateurs : 5 300 Arbitrage : Paolo Casarin |
| 25 mars 1987 · Historique des rencontres | Rapport          |         |                 | Spectateurs : 5 300 Arbitrage : Paolo Casarin | Spectateurs : 5 300 Arbitrage : Paolo Casarin |

| Éliminatoires de l'Euro 1988              | Suisse                                    | 4 - 1   | Malte        | La Maladière, Neuchâtel                        |                                                |
| 15 avril 1987 · Historique des rencontres | Egli 6e · Bregy 16e 39e (pen.) 88e (pen.) | (3 - 0) | 72e Busuttil | Spectateurs : 5 400 Arbitrage : Roger Philippi | Spectateurs : 5 400 Arbitrage : Roger Philippi |
| 15 avril 1987 · Historique des rencontres | Rapport                                   |         |              | Spectateurs : 5 400 Arbitrage : Roger Philippi | Spectateurs : 5 400 Arbitrage : Roger Philippi |

| Match amical                            | Suisse     | 1 - 0   | Israël | Brügglifeld, Aarau                                  |                                                     |
| 19 mai 1987 · Historique des rencontres | Bonvin 66e | (0 - 0) |        | Spectateurs : 3 500 Arbitrage : Alphonse Constantin | Spectateurs : 3 500 Arbitrage : Alphonse Constantin |
| 19 mai 1987 · Historique des rencontres | Rapport    |         |        | Spectateurs : 3 500 Arbitrage : Alphonse Constantin | Spectateurs : 3 500 Arbitrage : Alphonse Constantin |

| Éliminatoires de l'Euro 1988             | Suisse     | 1 - 1   | Suède       | La Pontaise, Lausanne                         |                                               |
| 17 juin 1987 · Historique des rencontres | Halter 58e | (0 - 0) | 60e Ekström | Spectateurs : 7 000 Arbitrage : Gerard Geurds | Spectateurs : 7 000 Arbitrage : Gerard Geurds |
| 17 juin 1987 · Historique des rencontres | Rapport    |         |             | Spectateurs : 7 000 Arbitrage : Gerard Geurds | Spectateurs : 7 000 Arbitrage : Gerard Geurds |

| Match amical                             | Suisse                  | 2 - 2   | Autriche             | Espenmoos, Saint-Gall                            |                                                  |
| 18 août 1987 · Historique des rencontres | Bonvin 28e · Sutter 35e | (2 - 1) | 17e Ogris · 54e Zsak | Spectateurs : 9 000 Arbitrage : Aron Schmidhuber | Spectateurs : 9 000 Arbitrage : Aron Schmidhuber |
| 18 août 1987 · Historique des rencontres | Rapport                 |         |                      | Spectateurs : 9 000 Arbitrage : Aron Schmidhuber | Spectateurs : 9 000 Arbitrage : Aron Schmidhuber |

| Éliminatoires de l'Euro 1988                | Suisse  | 0 - 0 | Italie | Wankdorf, Berne                                        |                                                        |
| 17 octobre 1987 · Historique des rencontres |         |       |        | Spectateurs : 35 000 Arbitrage : Marcel van Langenhove | Spectateurs : 35 000 Arbitrage : Marcel van Langenhove |
| 17 octobre 1987 · Historique des rencontres | Rapport |       |        | Spectateurs : 35 000 Arbitrage : Marcel van Langenhove | Spectateurs : 35 000 Arbitrage : Marcel van Langenhove |

| Éliminatoires de l'Euro 1988                 | Portugal | 0 - 0 | Suisse | das Antas, Porto                             |                                              |
| 11 novembre 1987 · Historique des rencontres |          |       |        | Spectateurs : 5 000 Arbitrage : Lajos Németh | Spectateurs : 5 000 Arbitrage : Lajos Németh |
| 11 novembre 1987 · Historique des rencontres | Rapport  |       |        | Spectateurs : 5 000 Arbitrage : Lajos Németh | Spectateurs : 5 000 Arbitrage : Lajos Németh |

| Éliminatoires de l'Euro 1988                 | Malte        | 1 - 1   | Suisse     | Ta'Qali, La Valette                                 |                                                     |
| 15 novembre 1987 · Historique des rencontres | Busuttil 89e | (0 - 1) | 2e Zwicker | Spectateurs : 8 000 Arbitrage : Giorgos Koukoulakis | Spectateurs : 8 000 Arbitrage : Giorgos Koukoulakis |
| 15 novembre 1987 · Historique des rencontres | Rapport      |         |            | Spectateurs : 8 000 Arbitrage : Giorgos Koukoulakis | Spectateurs : 8 000 Arbitrage : Giorgos Koukoulakis |

| Match amical                                 | Israël  | 0 - 2   | Suisse                  | The National Stadium, Ramat Gan                  |                                                  |
| 16 décembre 1987 · Historique des rencontres |         | (0 - 1) | 37e Sutter · 61e Bonvin | Spectateurs : 4 000 Arbitrage : Rosario Lo Bello | Spectateurs : 4 000 Arbitrage : Rosario Lo Bello |
| 16 décembre 1987 · Historique des rencontres | Rapport |         |                         | Spectateurs : 4 000 Arbitrage : Rosario Lo Bello | Spectateurs : 4 000 Arbitrage : Rosario Lo Bello |